# Oby Ezekwesili
Obiageli Ezekwesili (populairement connue comme Oby Ezekwesili) est une femme politique et une financière nigériane. Elle est cofondatrice de Transparency International, une organisation internationale se consacrant à la lutte contre la corruption des gouvernements et institutions gouvernementales . Elle a servi également comme ministre au cours de la deuxième période de la présidence de Olusegun Obasanjo, puis comme vice-présidente de la division Afrique de la Banque mondiale, de mai 2007 à mai 2012. Elle a aussi participé à une sensibilisation internationale à la suite de l'enlèvement de 276 lycéennes de Chibok, par ces interventions dans différentes tribunes, et, sur les réseaux sociaux, par le hashtag #BringBackOurGirls (Ramener nos filles), qui est devenu viral.

## Biographie
Née en avril 1963, elle est titulaire d'une maîtrise en Droit International et en Diplomatie de l'Université de Lagos, ainsi que d'une Maîtrise en administration publique de la John F. Kennedy School of government, à l'Université Harvard.
Elle travaille ensuite et acquiert une expérience au sein du cabinet Deloitte et Touche, obtenant dans ce cadre un diplôme d'expert-comptable. Puis elle devient une des collaboratrices du Professeur Jeffrey Sachs à l'Université Harvard.
Appelée dans l'équipe gouvernementale d'Olusegun Obasanjo, elle y est chargée du suivi budgétaire et du suivi des achats. C'est dans cette position qu'elle gagne le surnom de « Madame Due Process » pour le travail effectué sur l'assainissement des marchés publics et des contrats au niveau fédéral au Nigeria. Au cours de ses six années et demie passées dans le gouvernement, elle est l'architecte du Bureau de la législation sur les Marchés Publics, de l'agence nigériane chargée de l'Initiative pour la transparence dans les industries extractives (NEITI), et d'une nouvelle législation sur les Minéraux et l'exploitation Minière, .
En juin 2005, elle a été nommée ministre des extractions minières,  et dirige, durant son mandat, un programme de réforme qui conduit à le Nigeria à une reconnaissance mondiale dans ce domaine. Elle est également la Présidente du Nigeria Extractive Industries Transparency Initiative (NEITI), qu'elle a créée,  et  dirige la première mise en œuvre nationale des normes internationales et des principes de la transparence dans le pétrole, le gaz et le secteur minier. En juin 2006, elle est nommée cette fois ministre fédérale de l'Éducation, et tient ce poste jusqu'en mai 2007.
En mars 2007, le président de la Banque Mondiale,Paul Wolfowitz, annonce sa nomination  en tant que vice-présidente pour la Région Afrique de cet organisme international, à compter du 1er mai 2007. En 2012, elle quitte la Banque Mondiale, et y est remplacée par Makhtar Diop.
Elle devient cofondatrice de Transparency International. En tant que conseillère économique pour l'Open Society Foundation, fondé par le milliardaire George Soros, elle apporte aussi son concours à des chefs d'État africains.
Le 1er octobre 2012, l'un des leaders mondiaux de télécommunications d'entreprise, Bharti Airtel, une entreprise indienne bien implantée en Afrique, la nommé directrice de son conseil d'administration. Elle est également aux conseils d'administration du Fonds Mondial pour la nature (WWF),de l'École de Politique Publique de l'Université d'Europe Centrale, La Harold Hartog l'École du Gouvernement et de la Politique, Afrique magazine, Le Centre pour le Leadership Mondial @ Université de Tufts.
En mai 2012, elle se voit décerner un doctorat honorifique en Sciences (DSC) diplôme de l'Université de l'Agriculture Abeokuta au Nigeria. Elle a été sélectionnée comme l'une des 100 Femmes influentes au monde, par la BBC en 2014.
En mars 2014, elle prononce un discours lors de l'assemblée nationale du All Progressives Congress (APC), créé en 2013 et devenu rapidement, à l'époque, le principal parti d'opposition du Nigeria, exhortant les participants à approfondir les choix politiques pour les élections de 2015 (remportées par l'APC en définitive, sur le PDP)
À la suite de l'enlèvement de 276 lycéennes de Chibok par le groupe Boko Haram, mi-avril 2014, elle utilise le hashtag #BringBackOurGirls (Ramener nos filles) (BBOG) pour attirer l'attention du monde sur le sort des personnes ainsi kidnappées, avec un écho important sur les médias sociaux, à l'échelle internationale. Le 23 avril, à la cérémonie d'ouverture pour l'UNESCO de l'événement tenu en l'honneur de la ville de Port Harcourt comme Capitale Mondiale du Livre 2014, elle dénonce déjà l'inertie des pouvoirs politiques, au Nigeria et dans le monde, sur cet événement et affirme dans son discours la nécessité de se mobiliser collectivement pour « ramener les filles »,,,.
En juillet 2014, alors qu'elle se prépare à embarquer dans un vol de la British Airways pour Londres, pour participer à un programme de la BBC, intitulé HARDtalk, elle est arrêtée par le service de renseignement du Nigeria, le State Security Service, qui saisit son passeport. Elle est libérée quelques heures plus tard, dans la matinée,.
En 2016, elle participe à un entretien à huis clos entre une délégation des parents des lycéennes et le nouveau président du Nideria, Muhammadu Buhari, porté au pouvoir par le succès du All Progressives Congress (APC) aux élections de 2015. Elle déclare ensuite que le nouveau président a besoin de temps, mais lui reproche sur Twitter sa froideur à l’égard des parents. Des négociations sont effectivement menées entre le pouvoir nigérian et le groupe Boko Haram. Durant le dernier trimestre 2016, 21 puis 82 autres lycéennes sont libérées.
Le 24 janvier 2019, elle se retire de l'élection présidentielle nigériane de 2019, dans le but de choisir un candidat consensuel de l'opposition au PDP et à l'APC.
En avril 2020, Oby Ezekwesili, appelle dans une tribune publiée par le Washington Post, les autorités africaines à exiger des compensations à la Chine pour les dommages causés par la pandémie de Covid19 au continent.
«La pandémie de Covid-19 a gravement compromis les perspectives de développement de l’Afrique et aggravé la situation de ses pauvres et vulnérables. Bien qu’il y ait des appels à une aide internationale volontaire pour soutenir le continent en cette période difficile, c’est loin d’être la meilleure solution », martèle celle qui se présente comme activiste.
Dans sa tribune, l’ancienne ministre estime que la Chine devrait annoncer immédiatement une annulation complète de plus de 140 milliards de dollars que son gouvernement, ses banques et ses sous-traitants ont accordés à des pays africains entre 2000 et 2017 afin de fournir une compensation partielle aux pays africains pour l’impact que le coronavirus a déjà sur leurs économies et leurs populations.